# Notanthidium steloides
Notanthidium steloides là một loài Hymenoptera trong họ Megachilidae. Loài này được Spinola mô tả khoa học năm 1851.